# Ashley Riley
Ashley Riley (* 27. April 1995 in Nassau) ist ein ehemaliger bahamaischer Sprinter, der sich auf den 400-Meter-Lauf spezialisiert hat. Seinen größten Erfolg feierte er mit dem Gewinn der Silbermedaille über 4-mal 400 Meter bei den Hallenweltmeisterschaften 2016 in Portland.

## Sportliche Laufbahn
Erste internationale Erfahrungen sammelte Ashley Riley bei den CARIFTA Games 2010 in George Town, bei denen er in 1:56,64 min die Bronzemedaille im 800-Meter-Lauf in der U17-Altersklasse gewann. Anschließend belegte er bei den U18-CAC-Meisterschaften in Santo Domingo in 1:57,14 min den vierten Platz über 800 Meter und siegte in 3:16,30 min mit der bahamaischen 4-mal-400-Meter-Staffel. Im Jahr darauf gewann er bei den CARIFTA Games in Montego Bay in 1:53,57 min die Silbermedaille über 800 Meter in der U17-Altersklasse und sicherte sich im Staffelbewerb in 3:17,78 min die Bronzemedaille. Anschließend schied er bei den Jugendweltmeisterschaften nahe Lille mit 1:57,40 min in der ersten Runde über 800 Meter aus. 2012 gelangte er bei den CARIFTA Games in Hamilton mit 2:04,77 min auf den sechsten Platz über 800 Meter in der U20-Altersklasse und 2014 belegte er bei den CARIFTA Games in Fort-de-France in 1:53,41 min den fünften Platz. Zudem gewann er dort mit der Staffel in 3:11,32 min die Bronzemedaille. Anschließend gelangte er bei den CAC-Juniorenmeisterschaften in Morelia mit 1:54,14 min auf den fünften Platz über 800 Meter und wurde im Staffelbewerb in 3:15,97 min Vierter. Im selben Jahr begann er ein Studium an der Southeastern Louisiana University in den Vereinigten Staaten. 2016 kam er bei den Hallenweltmeisterschaften in Portland im Vorlauf der 4-mal-400-Meter-Staffel zum Einsatz und trug damit zum Gewinn der Silbermedaille durch die bahamaische Mannschaft bei. Im Juli gewann er mit der Staffel bei den U23-NACAC-Meisterschaften in San Salvador in 3:04,74 min die Bronzemedaille hinter den Teams aus den Vereinigten Staaten und Jamaika. 2019 bestritt er seine letzte Wettkampfsaison und beendete daraufhin seine aktive sportliche Karriere im Alter von 24 Jahren.

## Persönliche Bestzeiten
- 400 Meter: 46,70 s, 18. März 2017 in Lafayette
  - 400 Meter (Halle): 47,27 s, 16. Februar 2016 in Birmingham
- 800 Meter: 1:52,36 min, 22. März 2014 in Houston
  - 800 Meter (Halle): 1:53,94 min, 17. Februar 2015 in Birmingham